# 2024年のスーパーカップ (日本サッカー)
2024年のスーパーカップは、2024年2月17日に国立競技場（東京都新宿区）で開催された31回目のスーパーカップ。

## 概要
富士フイルムビジネスイノベーションの特別協賛により、FUJIFILM SUPER CUP 2024（富士フイルム スーパーカップ2024）の名称で開催される。
主催
日本サッカー協会 / 日本プロサッカーリーグ
主管
日本プロサッカーリーグ / 東京都サッカー協会
特別協賛
富士フイルムビジネスイノベーション
レギュレーション
- 90分間（前後半各45分）の試合を行い、勝敗が決しない場合はPK方式によって決定する。
- 選手交代人数は5名以内。ただし交代回数はハーフタイムを除いて3回まで。

## プロモーション
この年はJリーグ30周年企画「Jリーグ×ブルーロック『Project J.League』」の一環で、サッカー漫画『ブルーロック』とのコラボレーション企画が実施された。イラストは千田純生が手掛けた。
また、今大会のアンバサダーに、本大会参加クラブの双方に在籍歴のある大久保嘉人が就くことになった。

## 参加クラブ
- ヴィッセル神戸（2023明治安田生命J1リーグ優勝・4年ぶり2回目）
- 川崎フロンターレ（天皇杯 JFA 第103回全日本サッカー選手権大会優勝・2年ぶり5回目）

## 試合結果
プレシーズンマッチのインテル・マイアミ戦を経て臨むJ1王者・神戸が前年からの主力メンバーで先発を揃え、新加入メンバー5名がベンチに入る一方で、AFCチャンピオンズリーグ (ACL) ラウンド16のアウェイ山東泰山戦から中3日で臨む天皇杯王者・川崎はその後もACL・開幕戦と連戦が続くことを考慮して山東戦から先発を全員入れ替え、先発メンバーのうち大卒ルーキーのMF山内日向汰を含めた5名が新加入という顔ぶれとなり、主力のチョン・ソンリョン、エリソン、家長昭博らがベンチ外となった。
前半は静かな立ち上がりとなるが、12分に右サイドからMF瀬古樹のクロスに、ニアサイドでDFファンウェルメスケルケン際が浮き球のヘディングシュートを放つが、神戸GK前川黛也がゴール直前ではじき出して事なきを得る。逆に神戸も22分に裏抜けのパスに反応したMFジェアン・パトリッキが左サイドからクロスを上げ、フリーで走り込んだFW大迫勇也が流し込もうとするが、川崎GK上福元直人が足1本でこれを阻むなど、両チーム無得点で前半を終える。
後半早々に試合が動く。48分（後半3分）、右サイドでフリーキックを得た川崎はMF瀬古がゴール前に蹴り込むが、神戸GK前川がはじき返す。このこぼれ球を神戸MF山口蛍がクリアしようとしたが、これが山口の目の前にいた川崎DFファンウェルメスケルケンの足に跳ね返ると、ボールは神戸DF山川哲史の足に触れて軌道が変わってそのままゴールに吸い込まれ、思わぬ形で川崎が先制点を挙げる（記録上はファンウェルメスケルケンのゴール）。その後は川崎が攻勢に出て、65分（後半20分）にはゴール正面のMF瀬古のフリーキックがクロスバーに弾かれる場面もあったが、追加点はならず。そのまま試合が終了し、川崎が3年ぶり3回目のスーパーカップ制覇となった。
| ヴィッセル神戸 | 0 - 1    | 川崎フロンターレ                |
| -------------- | -------- | ------------------------------- |
|                | レポート | ファンウェルメスケルケン際 48分 |

| ヴィッセル神戸 |    |                      |      |      |
| GK             | 01 | 前川黛也             |      |      |
| DF             | 24 | 酒井高徳             |      |      |
| DF             | 04 | 山川哲史             |      |      |
| DF             | 03 | マテウス・トゥーレル |      |      |
| DF             | 19 | 初瀬亮               |      | 83分 |
| MF             | 06 | 扇原貴宏             | 67分 | 70分 |
| MF             | 96 | 山口蛍               |      |      |
| MF             | 18 | 井出遥也             |      | 21分 |
| MF             | 26 | ジェアン・パトリッキ |      | 70分 |
| FW             | 22 | 佐々木大樹           |      |      |
| FW             | 10 | 大迫勇也             |      |      |
| 控え選手       |    |                      |      |      |
| GK             | 21 | 新井章太             |      |      |
| DF             | 23 | 広瀬陸斗             |      | 70分 |
| DF             | 55 | 岩波拓也             |      |      |
| DF             | 81 | 菊池流帆             |      |      |
| MF             | 02 | 飯野七聖             |      | 83分 |
| MF             | 07 | 井手口陽介           |      | 70分 |
| FW             | 09 | 宮代大聖             |      | 21分 |
| 監督           |    |                      |      |      |
| 吉田孝行       |    |                      |      |      |

| 川崎フロンターレ |    |                            |        |      |
| GK               | 99 | 上福元直人                 |        |      |
| DF               | 31 | ファンウェルメスケルケン際 |        | 80分 |
| DF               | 02 | 高井幸大                   |        |      |
| DF               | 35 | 丸山祐市                   |        |      |
| DF               | 15 | 田邉秀斗                   | 15分   | 46分 |
| MF               | 06 | ゼ・ヒカルド               |        |      |
| MF               | 16 | 瀬古樹                     |        | 85分 |
| MF               | 26 | 山内日向汰                 |        | 80分 |
| FW               | 20 | 山田新                     |        |      |
| FW               | 28 | パトリッキ・ヴェロン       |        | 85分 |
| FW               | 18 | バフェティンビ・ゴミス     | 25分   |      |
| 控え選手         |    |                            |        |      |
| GK               | 21 | 安藤駿介                   |        |      |
| DF               | 13 | 三浦颯太                   |        | 46分 |
| MF               | 08 | 橘田健人                   | 90+3分 | 80分 |
| MF               | 25 | 松井蓮之                   |        |      |
| MF               | 30 | 瀬川祐輔                   |        | 80分 |
| MF               | 77 | 山本悠樹                   |        | 85分 |
| FW               | 23 | マルシーニョ               |        | 65分 |
| 監督             |    |                            |        |      |
| 鬼木達           |    |                            |        |      |

| FUJIFILM SUPER CUP 2024 優勝  |
| ----------------------------- |
| 川崎フロンターレ 3年ぶり3回目 |